# アーサー・W・ラドフォード (駆逐艦)
|          | |
| 艦歴     | |
| 発注     | 1971年1月15日 |
| 起工     | 1974年1月31日 |
| 進水     | 1975年3月21日 |
| 就役     | 1977年4月16日 |
| 退役     | 2003年3月18日 |
| その後   | 2011年8月10日魚礁とするため自沈処理 |
| 除籍     | 2004年4月6日 |
| 性能諸元 | |
| 排水量   | 満載：8,040 トン |
| 全長     | 172 m (563 ft) 161 m (529 ft)：水線長 |
| 全幅     | 16.8 m (55 ft) |
| 吃水     | 8.8 m (29 ft) |
| 機関     | COGAG方式、2軸推進 ゼネラル・エレクトリック LM2500 4基、80,000 shp |
| 最大速力 | 32.5+ ノット (60 km/h) |
| 航続距離 | 6,000 海里 (11,000km、20ノット時) 3,300 海里 (6,000km、30ノット時) |
| 乗員     | 士官19名、兵員315名 |
| 兵装     | 54口径Mk.45 5インチ単装砲 2基 Mk.41 Mod.1 VLS 61セル (トマホーク、アスロック VLAを装填) Mk.112 アスロック 8連装発射機 1基(Mk.41 VLSに換装し撤去) Mk.29シースパローIBPDMS 8連装発射機 1基 Mk.15 20mmファランクスCIWS 2基 Mk.141 ハープーンSSM 4連装発射筒 2基 Mk.38 25mm単装機関砲 2基 Mk.49 RAM短SAM 21連装ミサイル発射機 1基 Mk.32 短魚雷3連装発射管 2基 |
| 搭載機   | SH-60 シーホーク 2機搭載可能 |
| モットー | Professionalism, Perseverance, Preparedness |

USSアーサー・W・ラドフォード (USS Arthur W. Radford, DD-968) は、アメリカ海軍の駆逐艦。スプルーアンス級駆逐艦の6番艦。艦名は第二代統合参謀本部議長を務めたアーサー・W・ラドフォード提督に因む。

## 艦歴
アーサー・W・ラドフォードはミシシッピ州パスカグーラのインガルス造船所で起工する。1975年3月21日にラドフォード提督の未亡人により命名、進水し、1977年4月16日に就役した。
就役当日アメリカ東海岸を航行中のアーサー・W・ラドフォードは不具合が発生し修理のためインガルス造船所への帰還を余儀なくされ、4月30日に再び出航する。サウスカロライナ州チャールストンに5月3日、4日寄港し母港のバージニア州ノーフォークには5月6日に到着した。
3日後、ラドフォードは海軍水上戦闘士官訓練司令部支援のためロードアイランド州ニューポートに向かう。艦が北に向かう途中、LAMPSヘリコプターが後部デッキに着艦し、LAMPS運用分隊が乗艦した。ヘリは5月11日にノーフォークに帰還した。5月13日にニューポートに到着、ラドフォードは17日まで停泊し、その後母港へ帰還した。ノーフォークに帰還後間もなくバージニア岬沖で砲術訓練およびヘリ運用訓練を行った。

### その後
1997年5月、アーサー・W・ラドフォードはステルス性を高めるために平板で囲まれた新型のマスト（先進型閉囲マスト/センサー）が取り付けられた。マストは新材料が用いられ、各種のセンサーが内蔵された。
1999年2月5日の00:40にアーサー・W・ラドフォードはバージニア岬でサウジ船籍の貨物船サウジ・リヤードと衝突事故を起こした。衝突前アーサー・W・ラドフォードはバージニア・ビーチ東方25マイルの海域で電子戦設備の測定作業中であった。サウジ・リヤードのバルバス・バウはラドフォードの右舷前方に食い込み、5インチ砲基部および弾薬室、ソナー室を含む多くのスペースが浸水した。船体の損害は左舷側まで及んだ。事故後ラドフォードの艦首は4フィート下方に沈んだ。この事故で水兵一名が腕を骨折した。
サウジ・リヤードとアーサー・W・ラドフォードは自力でノーフォークに帰還し、アーサー・W・ラドフォードは2月25日にノーフォーク海軍造船所で乾ドックに入った。艦の修理にはおよそ6,500万ドルかかり、その後ラドフォードは任務に復帰した。艦長ダニエル・W・チャン中佐の着任からおよそ100日経過後に事故が発生したが、チャン中佐は義務の不履行でその責任を問われた。海軍は後の民事裁判で、ラドフォードが通行優先権を有しており事故に関しての過失はないと主張した。
アーサー・W・ラドフォードは26年間の現役任務の後2003年3月18日に退役し、2004年4月6日に除籍された。2007年9月21日の時点でラドフォードはペンシルベニア州フィラデルフィアの不活性艦整備施設で保管される。
2011年8月10日、ラドフォードは北緯38度31分 西経74度31分 / 北緯38.517度 西経74.517度座標: 北緯38度31分 西経74度31分 / 北緯38.517度 西経74.517度の地点に人工岩礁として沈められた。